# Conjecture d'Andrica
La conjecture d'Andrica est une conjecture sur l'écart entre deux nombres premiers consécutifs.
La conjecture énonce que l'inégalité
{\displaystyle {\sqrt {p_{n+1}}}-{\sqrt {p_{n}}}<1}
est vraie pour tout n, où {\displaystyle p_{n}} désigne le n-ième nombre premier. Si {\displaystyle g_{n}=p_{n+1}-p_{n}} désigne le n-ième écart entre deux nombres premiers consécutifs, alors la conjecture d'Andrica peut s'écrire sous la forme
{\displaystyle g_{n}<2{\sqrt {p_{n}}}+1.}

## Référence
1. ↑  (en) Dorin Andrica, « On a conjecture in prime number theory », Studia Univ. Babes-Bolyai Math., vol. 31, no 4,‎ 1986, p. 44-48 (ISSN 0252-1938, zbMATH 0623.10030).